# Calheta (Madeira)

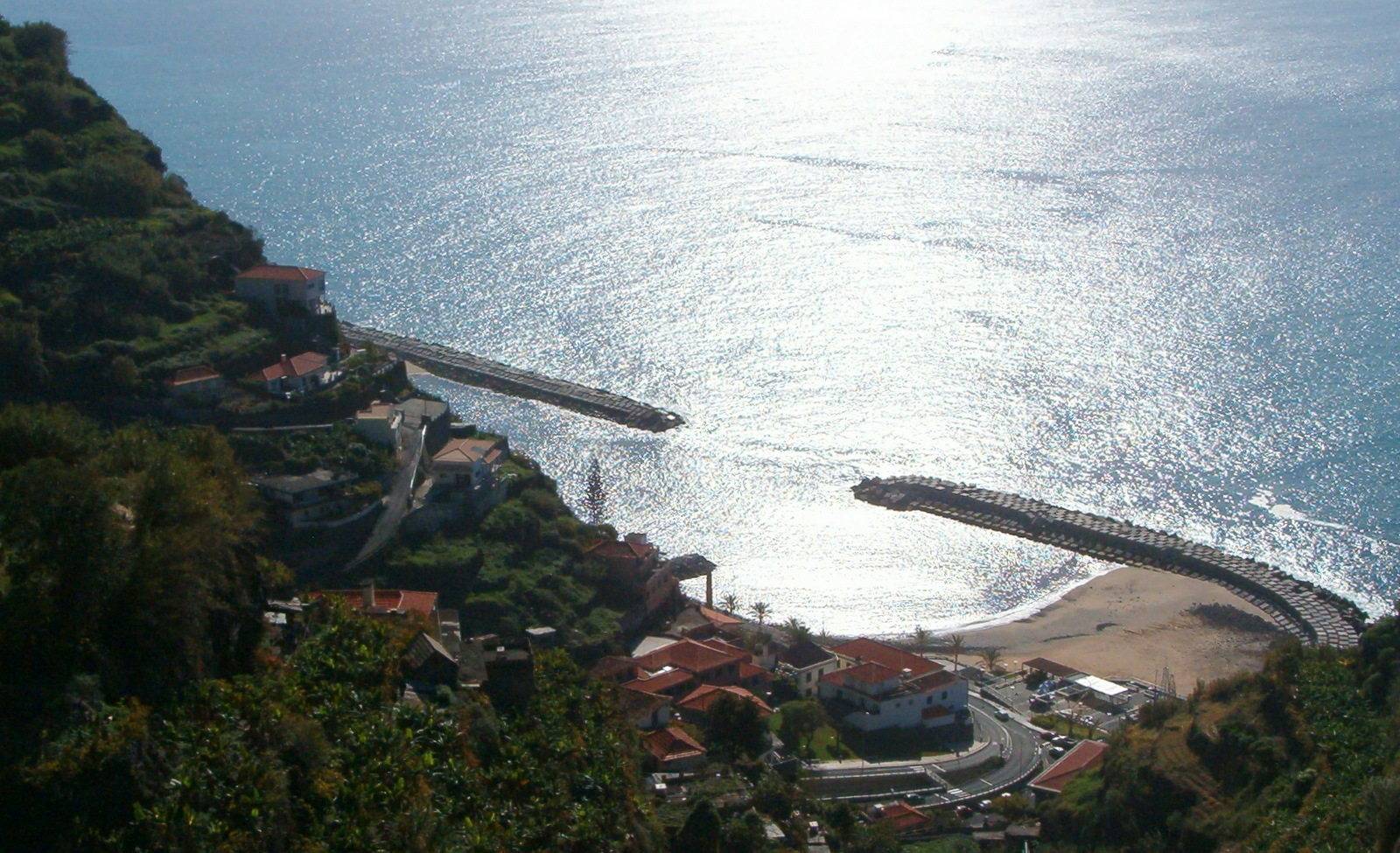
A strandlagúna a hegyoldalról

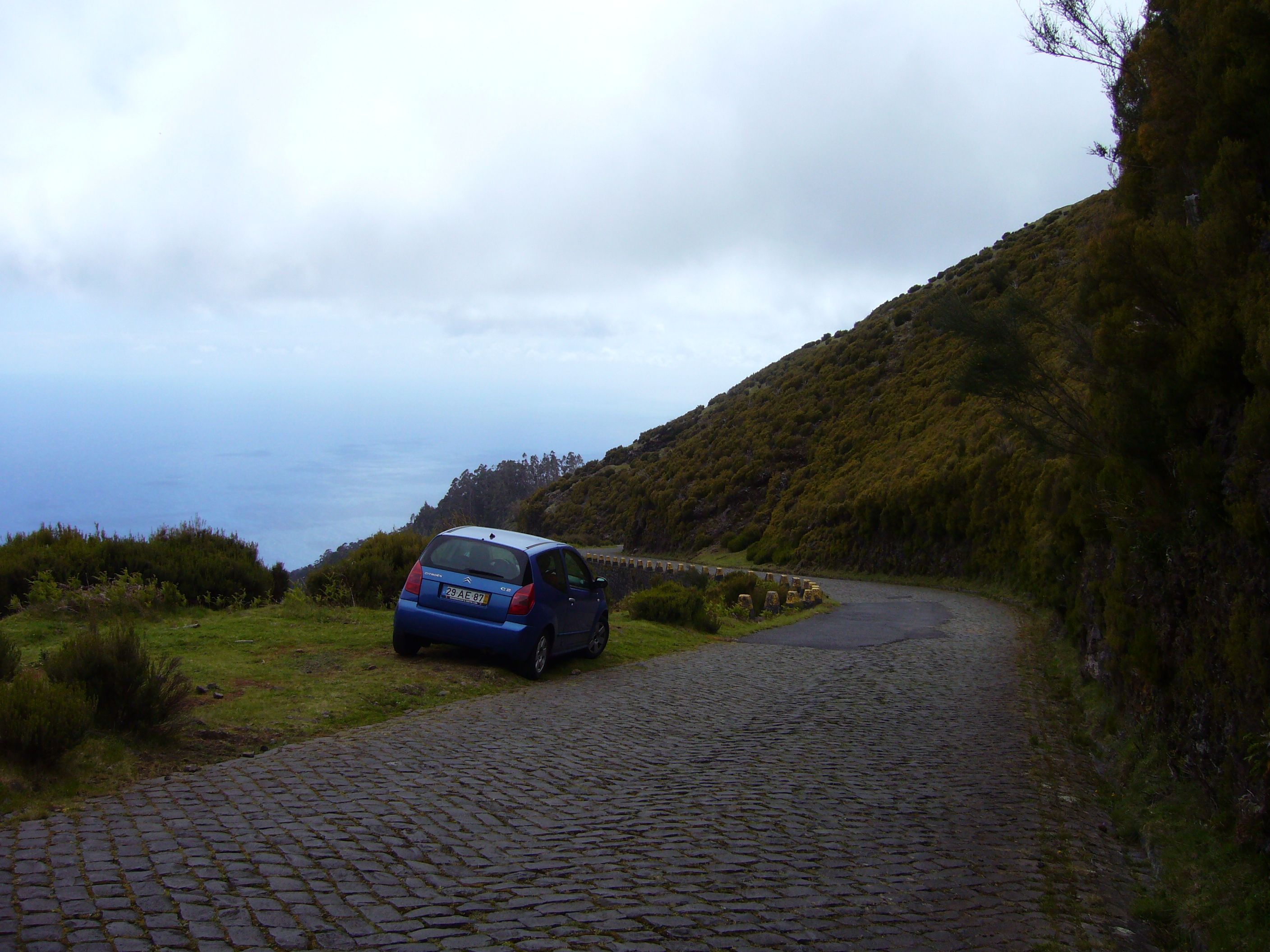
Rabaçalból jövő ER 211 út

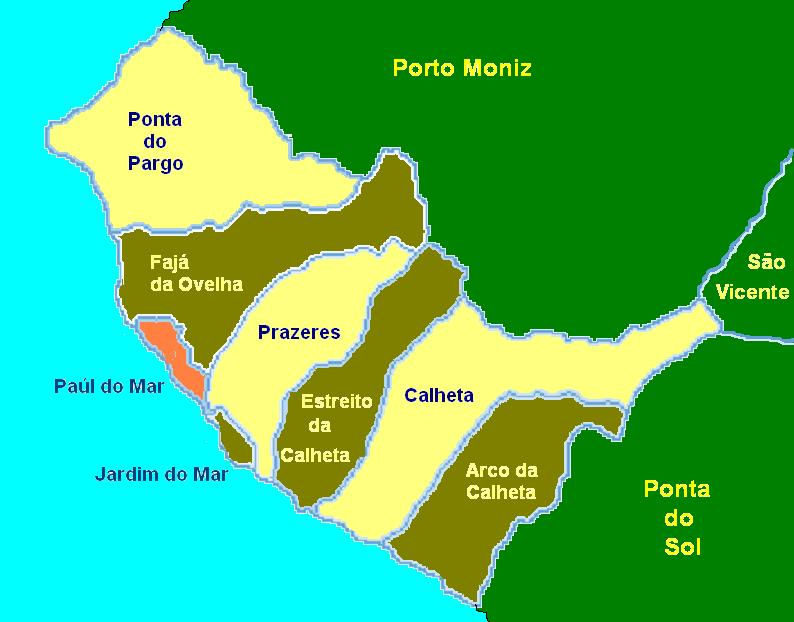
Calheta járás települései

Calheta egy mintegy 5500 lakosú kisváros Madeira szigetén, az azonos nevű járás székhelye.

## Földrajzi helyzete, közlekedése
A sziget délnyugati részének központjaként a déli parton, a Ribeira de São Bartolomeu torkolatától kapaszkodik fel a hegyek lábaira. A völgyben a Funchaltól idáig csaknem egyvégtében a tengerpart közelében kanyargó ER 101 gyorsforgalmi út mintegy fél kilométernyit felkanyarodik a sziget belseje felé, és innen egészen Porto Monizig 400–700 m magasan halad. A tengerparton elődje, az ER 223 jelű régi út fut tovább Fajã da Ovelháig (Jardim do Mar és Paúl do Mar között alagútban).
Kikötője csak kisebb hajók fogadására alkalmas.
A városból indul a Paúl da Serra fennsíkjára, Rabaçal majorság felé vezető ER 211 út.
A város fölött, a Ribeira Calheta völgyében működik a sziget egyik vízierőműve.

## Története, gazdasága
A sziget egyik legrégibb települése: alapítását 1502. június 1-jén rendelte el I. (Szerencsés) Mánuel portugál király. A felfedező João Gonçalves Zarco gyermekei kezdtek a környéken cukornádat termeszteni, és hosszú időre Calheta lett Madeirán a cukortermelés központja; több régi cukormalom falazott kéménye még ma is látható a tengerparti sávban.
1502-ben minősítették várossá; ettől kezdve exportvámot szedhetett a kivitt cukorért. Jelentősége a cukortermeléssel esett vissza; ma a hegyoldalakon többnyire szőlő és zöldség terem.
A város életében egyre nagyobb szerephez jut az idegenforgalom: Funchalból kirándulóhajók járnak ide, hogy a turisták a part menti sáv részleges feltöltésével kialakított strandlagúnában fürdőzhessenek.

## Látnivalók, nevezetességek
- A szentléleknek szentelt plébániatemplom (Igreja do Espirito Sancto) alapkövét 1430-ban rakták le. A többszöri átépítés eredményeként az eredeti épületből már csak a kőkapu maradt meg. Érdekességei:
  - a kapu Mánuel stílusú faragott kődíszei,
  - a szentély mudéjar stílusú faragott famennyezete,
  - a kereszthajóból nyíló kápolna ezüsttel díszített ébenfa szentségtartója.
- A Háromkirályok kápolnája (Capela dos Reis Magos): a felvég Lombo dos Reis városrészének kápolnája a sziget alig néhány, szinte épen megmaradt Mánuel stílusú épületének egyike. Kívül mindössze három díszítő elem látható rajta:
  - egy kis harangtorony
  - a Krisztus-rend keresztje és
  - az építtető családi címere.

Belsejét a napkeleti bölcsek faragványai díszítik (de csak tekinthető meg).
- A templom mellett áll a szigeten még működő néhány cukormalom egyike (Sociedade dos Engenhos da Calheta). Az 1901-ben alapított malomban rumot, cukornádpálinkát (aguardente de cana) és cukorszirupot állítanak elő. A gyártás valamennyi művelete megtekinthető.

Nyitva: hétfő–péntek 8:00–12:30 és 13:30–17:00; szombat 9:00–17:00; a belépés ingyenes.
- A Művészeti és Kongresszusi Központot (Casa de Cultura, más néven Casa das Mudas) a városka fölső és alsó része között, a főút mellett álló, 1759-ben épült quintában rendezték be. Iparművészeti műhelyeken és műtermeken kívül van itt egy panoráma étterem is; a kiállítótermekben időszakos tárlatokat helyeznek el.
- Híres a halpiac, mivel a város partjai előtt különösen sokféle halat lehet fogni.
- A cukornád aratása után (március végén vagy áprilisban) minden évben aratóünnepet tartanak kóstolóval és folklór rendezvényekkel.
- A város alapításának évfordulóját minden év június 24-én ünneplik meg.
- A városka nyugati szélén az egyházközség minden karácsony előtt gazdagon díszített betlehemet állít életnagyságú figurákkal.